# 击球赌三川
击球赌三川是发生在唐僖宗时期的一个用马球比赛结果来任免官职的事件。
880年，黄巢起义军向长安挺进时，唐僖宗李俨在大明宫清思殿前举行了一场马球比赛。陈敬瑄、杨师立、牛勖及罗元杲四人即将外放，唐僖宗就用比赛的方式来决定他们优先选择最富庶的地方去任职。陈敬瑄第一个击球进洞，夺得了西川节度使的职位。其余三人则分别受任为东川节度使、山南西道节度使、河阳节度使。
这种用比赛输赢的随意方式来轻率任免官员的事情在中国历史上是闻所未闻的。